# Rotterdams Jongenskoor
Der Rotterdams Jongenskoor (deutsch Rotterdamer Knabenchor) ist ein niederländischer Knabenchor aus Rotterdam. Er wurde 1957 von Freek Velders gegründet. Der Chor steht unter der Leitung von Geert van den Dungen.

## Repertoire
Das Repertoire reicht von babylonischem Tempelgesang (2. Jahrtausend v. Chr.) bis zur zeitgenössischen Musik (2000). Einen Schwerpunkt bildet dabei die Renaissance, deren Komponisten wie Hans Leo Hassler, Richard Dering, Giovanni Pierluigi da Palestrina, Thoinot Arbeau, Thomas Morley und Thomas Ford vielfach im Repertoire vertreten sind.

## International
Neben zahlreichen Auftritten in den Niederlanden selbst bereiste der Chor bisher die USA (Washington, D.C.), Frankreich (Paris), Dänemark (Kopenhagen), Russland (Moskau) und Österreich (Wien). Im Oktober 2004 war der Chor auf Tournee in der Schweiz (Basel, Bern, Freiburg im Üechtland, Genf). In den nächsten Jahren ist eine weltweite Konzertreise auf allen fünf Kontinenten geplant.